# Aloe juvenna
Espèce
Aloe juvenna est une espèce de plantes de la famille des Asphodelacées originaire du Kenya.